# Иванчикова, Екатерина Леонидовна
Екатерина Леонидовна Иванчикова (белор. Кацярына Леанідаўна Іванчыкава; род. 18 августа 1987, Чаусы) — белорусская певица, вокалистка и автор песен поп-рок-группы IOWA.

## Биография
Екатерина Иванчикова родилась 18 августа 1987 года в городе Чаусы Могилёвской области. 
Мать — Нина Иванчикова (род. 1960). Отец — Леонид Иванчиков (1959—2024). 
Начала петь с 6 лет, посещала местный эстрадный кружок, позднее — могилёвский дом культуры. В старших классах начала писать песни, захотела создать собственную группу. Увлекалась тяжёлой музыкой, пробовала петь в технике гроулинга. Окончила БГПУ им. М. Танка по специальности филолог и журналист. Участвовала в проекте СТВ «Звёздный дилижанс». В 2008 году пела в мюзикле Ильи Олейникова «Пророк». В 2009 году вместе с Леонидом Терещенко и Василием Булановым основала в Могилёве группу IOWA. В 2010 году вместе с группой переехала в Санкт-Петербург.
Занималась озвучиванием мультфильмов.
В 2017 году вместе с фронтменом американской рок-группы System of a Down Сержем Танкяном Екатерина Иванчикова снялась в клипе на песню «Прекрасное утро, чтобы умереть» (A Fine Morning To Die), которая стала саундтреком фильма «Легенда о Коловрате».
Екатерина неоднократно поддерживала протесты в Белоруссии в собственном Instagram и интервью.
В 2024 году приняла участие в пятом сезоне шоу «Маска» на НТВ в образе Кактуса. В восьмом выпуске, вышедшем в эфир 7 апреля 2024 года, маска Кактуса была разоблачена.

## Личная жизнь
Екатерина Иванчикова и Леонид Терещенко поженились в 2012 году в городе Чаусы Могилёвской области. 12 октября 2016 года супруги венчались в Карелии — в церкви 1935 года постройки в посёлке Лумиваара.
31 марта 2023 года родила сына Льва.

## Фильмография
| Год  | Название                                          | Роль  | Примечание         |
| ---- | ------------------------------------------------- | ----- | ------------------ |
| 2013 | Суперкоманда (мультфильм)                         | Лаура | русский дубляж     |
| 2016 | Волки и овцы: бееезумное превращение (мультфильм) | Лира  | озвучивание, вокал |
| 2024 | Бар МоскваЧики                                    | Соня  | актриса            |